# Martha en Myra Hamster
Martha en Myra Hamster zijn twee handpoppen uit de televisie-kinderserie De Fabeltjeskrant. Het uiterlijke verschil tussen de beide zussen is dat Myra bolle wangzakken heeft. De hamsters waren voor het eerst te zien in begin 1969, kort na het debuut van hun mannelijke tegenhangers Ed en Willem Bever.
De gezusters Hamster zijn bijzonder sociaal en zorgzaam. Myra is ietwat rustiger dan haar zus, die al gauw van iemand gecharmeerd is. Zo is Martha onder meer verliefd geweest op Willem Bever en dokter Meindert het Paard. In de jaren zeventig ging ze voor de laatste werken als verpleegster. Meindert moest haar voortdurend op de vingers tikken, aangezien ze de wens bleef uitspreken dat haar mededieren nare ongelukken zouden krijgen, zodat zij ze kon verplegen. In de jaren tachtig sloot Myra zich bij haar aan als hulpverpleegster.

## Stemmen
Beide zussen praten met een slis. In het begin werd de stem van Martha ingesproken door Elsje Scherjon en die van Myra door Ger Smit. Later voorzag Scherjon beide hamsters van een stem. In de musical uit 2007 verzorgde Sabine Beens de stem van zowel Martha als Myra.